# ホテルメトロポリタン
- JR東日本ホテルズ > メトロポリタンホテルズ > ホテルメトロポリタン
- 日本ホテル > ホテルメトロポリタン

ホテルメトロポリタン（Hotel Metropolitan/Hotel Metropolitan Tokyo Ikebukuro）は、東京都豊島区西池袋にあるシティホテルである。JR東日本グループのホテルチェーン「JR東日本ホテルズ」のシティホテルブランドである「メトロポリタンホテルズ」の旗艦拠点である。
2007年に実施された東日本旅客鉄道（JR東日本）の経営方針『選択と集中』によるホテル運営会社再編で（当ホテル運営企業を存続会社とした）日本ホテル株式会社が運営している。
IHGのフランチャイズホテルとして、対海外向けにはクラウンプラザ メトロポリタン東京を英文にした名称が通常用いられていたが、2009年2月19日にワールドホテルズ（ディスティンクティブコレクション）への加盟が発表され、同年4月1日よりメンバーとなる。これに伴い、英文名称もHotel Metropolitan Tokyoに改名される。

## 概要
膨大な累積債務に苦しむ国鉄は、その赤字解消策の一環として国鉄用地の売却または再開発を積極的に推進していく方針を固め、国鉄は総裁の諮問機関である資産活用懇談会に国鉄資産の活用方法についての検討を求めた。1978年6月に懇談会が国鉄資産を積極的に活用していくべきとの答申を出したことを受け、池袋駅西口の国鉄官舎跡地7.650㎡に関しては、ホテルの建設が決定した。そして運営・開発主体となる池袋ターミナルホテル株式会社を国鉄が50.25%、東武鉄道が25%などの出資で設立され、事業に着手。ホテルの名称は一般から募集されホテルメトロポリタンと決定し、1985年6月2日にオープンした。
ホテルメトロポリタンは首都圏初の国鉄グループホテルで、国鉄が出資して運営に参画した初の本格的なシティホテルとしてオープンし、24階建てに815の客室（2007年時点）・大小10以上の宴会場・和洋中伊のレストラン・婚礼設備をはじめ、ショッピングアーケード・エステティックサロン・美容室・ビジネスセンター等、西池袋地区随一のシティホテルとして一通りの施設が設けられている。宴会場では、母体企業であるJR東日本及びJR東日本グループ企業の研修や式典、採用関係に用いられる場合もあるが、JR東日本の株主総会は例年ホテルニューオータニで執り行われている。
ホテルメトロポリタンは当時未開発であった池袋西口のその後の繁栄の中心となっただけではなく、メトロポリタンホテルズのフラッグシップとしての役割を果たしている。

### 運営企業
池袋ターミナルホテルは、1992年6月に開業する芝浦工業大学高等学校跡地の再開発であるメトロポリタンプラザ事業も手掛けることになり、それに伴い1986年10月1日に「池袋ターミナルビル」へ社名変更し、双方の運営を担っていた。また、1996年には同社によって「ホテルメッツ浦和」が開業し、ビジネスホテル運営にも進出した。加えて1999年にJR東日本の方針によって、メッツホテルアンドレストラン株式会社を子会社として設立し、東京都隣接県のホテルメッツ運営を集約した。これによって2000年に開業した「メッツ溝の口」以降、同社運営の新設のメッツには飲食店としてメトロポリタンの中国料理レストラン「桂林」の姉妹店「チャイナ桂林」を設置している。
1990年代中盤からホテル事業のチェーンオペレーションを推進するにあたって、首都圏において営業地域が重複しているにもかかわらず、池袋ターミナルビル、ホテルエドモント、（旧）日本ホテルと3つのホテル企業を抱えることの非効率性がJR東日本社内で指摘され始めた。このため、同社内でホテル事業の在り方が議論され、2002年にホテルチェーン全体の機能強化とレベルアップを図るために3ホテル事業を統合し、経営基盤を強化することを主眼とする事業の再編成を行う方針を決定した。
決定に基づき、2004年4月にターミナルビル社はメトロポリタンプラザ事業部門を会社分割によって（新）池袋ターミナルビル株式会社を設立し譲渡。旧社は株式会社ホテルメトロポリタンへ社名変更した。これに伴い分割実施まで持分法適用会社としていた東武鉄道は資本を引き上げ、両社ともJR東日本98.75%、鉄道会館が1.25%出資するJR東日本の連結子会社となった。さらに、2007年には（旧）日本ホテル・メッツホテルアンドレストラン・ホテルエドモントなど、東京都隣接県のJR東日本ホテルズ運営企業を吸収合併、ホテルメトロポリタンは日本ホテルへ商号変更し、事業の再編は完了した。

### インターコンチネンタルホテルズグループとの提携関係
開業とその後の経緯から、2003年度までは東武ホテルチェーンの提携ホテルとしても運営されており（1997年に東武ホテルの旗艦となる錦糸町東武ホテルレバント開業後は運営上の関与が薄まる）、1987年に当時の東武鉄道が締結した「ホリデイ・イン東武成田」のマーケティング契約に基づき、英国ホリデイ・インチェーン（IHGへ統合）のフランチャイズホテル化に次ぐ形で1989年4月に当ホテルも同様の契約を締結。対海外向けに「Holiday Inn（1993年度まで）/Crowne Plaza Hotel Metropolitan-Tokyo」の英名称が充てられていた（Clowne Plazaは、インターコンチネンタルにおけるシティホテルブランドである）。
2006年に全日空の経営資源集中により「全日空ホテルズ」事業運営をIHGと合弁化することが決まり、「IHG・ANA・ホテルズグループジャパン合同会社(IHG-ANA)」が東京に設立されると、日本のIHGのマネジメントもIHG-ANA傘下となり、日本国内向けでもクラウンプラザホテルとして「クラウンプラザ メトロポリタン東京」の名称が使われるようになった（主にANAセールスやIHGルートで用いられている）但し、全日空ホテルからリブランドした「ANA クラウンプラザホテル」（千歳・大阪など）とは分類が区別されている。
このため、JR東日本ホテルズ等JRグループの宿泊施設を包括したホテル予約チェーン「JRホテルグループ」内で、既に旧全日空ホテルズとホテルマネジメント（運営）委託の上、JRホテル側が経営管理に当たっている「全日空ホテルクレメント高松」「ハウステンボスジェイアール全日空ホテル」と同じく、JRホテルグループとIMG-ANAの両方のホテルチェーンに属するホテルに一時期なっていた。
しかしながら、ワールドホテルズへの加盟に伴い、2009年3月31日限りで20年に及んだ提携関係は幕を閉じた。
なお、東京都内に所在するIHGホテルは他に「ホテルインターコンチネンタル東京ベイ」と、全日空ホテルズのリブランドである「ANAインターコンチネンタルホテル東京」・「ストリングスホテル東京インターコンチネンタル」がある。

## 客室
- 5-15階 - スタンダードルーム（うち、6・7階は2024年改装のモデレートルーム）
- 16-21階 - スーペリアルーム
- 22・23階- シティビュールーム
- 24階 - エグゼクティブ・スイートルーム「メトロポリタンフロア」（2007年設置）

## 設備

### レストラン・バー
- エスト 伊仏料理
- オーヴェスト バー
- 花むさし 日本料理
- 四季彩茶寮 旬香 炭火焼き・鉄板焼
- 桂林 中国料理
- オリエントエクスプレス バー
- すずかけ ラウンジ
- オールデイダイニング「クロスダイン」 主にビュッフェ
- ケーキ&ベーカリーショップ
- 山海亭 鉄板焼 （テナント）

### ブライダル施設
- 独立型チャペル　1棟
- 神殿　1室
- 宴会場　8室
- 衣裳室、美容・着付室、写真室、控室、クローク、列席者着替え室

### その他施設
- ジェクサーフィットネスクラブ ホテルメトロポリタン池袋（2008年3月開業）
- NewDays（コンビニエンスストア）

## アクセス
- 池袋駅西口より徒歩3分、メトロポリタン口より徒歩1分
- IKEBUSBルート「ホテルメトロポリタン」停留所
- 東京空港交通のリムジンバスが羽田空港・成田空港から運行されている。